# Frazier Glacier
Frazier Glacier är en glaciär i Antarktis. Den ligger i Östantarktis. Nya Zeeland gör anspråk på området. Frazier Glacier ligger 850 meter över havet.
Terrängen runt Frazier Glacier är kuperad. Trakten är obefolkad. Det finns inga samhällen i närheten. 